# 皮安萨诺
皮安萨诺（義大利語：Piansano）是意大利维泰博省的一个市镇。总面积26.45平方公里，人口2211人，人口密度83.6人/平方公里（2009年）。ISTAT代码为056043。